# アンドーヤ空軍基地
アンドーヤ空軍基地（ブークモール：Andøya Flystasjon）は、ノルウェー王国ヌールラン県アンドイに所在するノルウェー空軍の飛行場。ノルウェー中北部のアン島北東岸に位置し、冷戦時代はノルウェーと西欧防衛のための重要拠点であった。

## 歴史
当地に軍用飛行場を建設する構想が出されたのは、1951年のリスボンにおけるNATO会合が最初であった。1952年3月にニルス・ラングヘラ国防相（en:Nils Langhelle）によって、当基地の建設が発表された。複数の候補地の中からHaugnes村が選ばれ、310人の住人については建設に際し、土地収用が行なわれた。また、当時のアンドイ基礎自治体は人口約2,000人程度であり、基地建設に伴い、その後の大きな成長が期待された。
1954年9月17日、基地への最初の着陸機として、DC-3輸送機が到着した。空軍基地としては1957年秋から運用を開始している。また、NATO分散戦術の一環として司令部は約13km離れたスカーステインダーレン（Skarsteindalen）に所在していた。1961年に最初の配置部隊として第333飛行隊がグラマン HU-16飛行艇とともにソラ空軍基地から移転している。若干の民生部門が必要とされ、首都オスロとの航路が、1964年4月2日にスカンジナビア航空によって開設された。1968年に第2滑走路が完成した。
1970年代、飛行場はロフォーテン諸島やベステローデン諸島間など地域航空路の新ネットワークの一部を構成し、政府助成金を受けたヴィデロー航空によって20人座席型のデ・ハビランド・カナダ DHC-6旅客機が運航される。
配備機種は、1969年にはHU-16飛行艇からロッキード P-3B哨戒機に更新される。この機体は沿岸警備隊任務を遂行するにも能力不足であり、1989年にスペインに売却され新たにP-3C哨戒機に更新される。1982年2月1日に尾翼番号980号機のロッキード SR-71偵察機が当基地にダイバートで着陸している。1988年7月31日に私有のセスナ 172が離陸直後に飛行場西に墜落し乗員4人が死亡した。
1990年代の冷戦終結に伴い飛行場の機能は縮小されている。

## 配置部隊
- 第133航空団
  - 第333飛行隊（P-3C哨戒機を装備、哨戒）